# Junge Union
Junge Union (kratica: JU, hrvatski prijevod: Mlada unija) je zajednički politički podmladak njemačkih stranaka Kršćansko-demokratske unije (Christlich Demokratische Union, CDU) i Kršćansko-socijalne unije (Christlich Soziale Union, CSU). Ona ima 126.500 članova i najjača je politička organizacija mladeži u Njemačkoj i Europi. Osnovana je 17. siječnja 1947. godine. Predsjednik JU-a je Johannes Winkel.

## Politički profil
JU se u svojoj Programskoj povelji definira kao liberalna, konzervativna i napredna organizacija. Pri tome se oslanja na kršćanskoj slici čovjeka. JU zauzima se za razvijanje demokracije i tržišnog gospodarstva.
JU podupire ideju Europske unije i njeno proširenje, ali je protiv ulaska Turske u punopravno članstvo EU. S druge strane snažno je podupirala ulazak Hrvatske u punopravno članstvo Europske unije. JU zastupa ideju transatlanske sigurnosne politike u okviru NATO-a.
Po svjetonazoru je demokršćanska organizacija.
Njena zadaća je zastupanje politike CDU i CSU među mladima, a i interesa mlade generacije unutar matičnih stranaka CDU i CSU.

## Ustrojstvo organizacije
Članom Junge Union može postati svaka osoba između navršene 14. i 35. godine života. Da bi se postalo članom JU ne mora se nužno biti član CDU-a ili CSU-a. Predsjednici svih organizacijskih razina, koji po položaju ulaze u odbor dotične razine matične stranke, moraju biti članovi matične stranke. 
JU ima 18 pokrajinskih organizacija, od kojih Junge Union Bayern iz Bavarske kao podmladak samostalne stranke CSU čini jednu pokrajinsku organizaciju.  
Tijela JU na saveznoj razini su:
- Sabor (Deutschlandtag, doslovni prijevod: njemački dan)
- Savjet (Deutschlandrat)
- Savezni odbor (Bundesvorstand)
- Savezni časni sud (Bundesschiedsgericht)

Ustrojstvo organizacije definira se Statutom. Sabor JU bira Savezni odbor, tj. njezine dužnosnike. 
Unutar JU ustrojena je zajednica učenika pod nazivom Schülerunion (hrv. Učenička unija).

## Glasilo mladeži
Službeno glasilo JU je časopis Die Entscheidung (hrv. Odluka). Pokrajinske organizacije imaju vlastita glasila. Glasilo JU Bavarske (Junge Union Bayern) zove se BaJUwaren.

## Članstvo u međunarodnim organizacijama
JU je članica Mladeži Europske pučke stranke (YEPP), te Međunarodne mlade demokratske unije (IYDU). 

## Poznati članovi
Mnogi demokršćanski političari iznjedrili su iz stranačke mladeži. 
Među poznatim bivšim članovima su:
- Helmut Kohl, savezni kancelar 1982. do 1998.
- Norbert Lammert, predsjednik njemačkog Bundestaga
- Hans-Gert Pöttering, predsjednik Europskog parlamenta
- Roland Koch, ministar-predsjednik pokrajine Hessen
- Peter Müller, ministar-predsjednik pokrajine Saarland
- Günther Oettinger, ministar-predsjednik pokrajine Baden-Württemberg
- Jürgen Rüttgers, ministar-predsjednik pokrajine Sjeverne Rajne-Vestfalije (Nordrhein-Westfalen)
- Christian Wulff, ministar-predsjednik pokrajine Donje Saske (Niedersachsen)
- Edmund Stoiber, bivši ministar-predsjednik Bavarske
- Ole von Beust, prvi gradonačelnik grada Hamburga
- Wolfgang Schäuble, savezni ministar unutarnjih poslova
- Franz Josef Jung, savezni ministar obrane
- Markus Söder, bavarski državni ministar za savezna i europska pitanja
- Rudolf Seiters, predsjednik njemačkog Crvenog križa
- princeza Gloria von Thurn und Taxis

## Poveznice
- Politički podmladak

## Vanjske poveznice
Junge Union službene stranice